# Fosforescencija
Fosforescencija je pojava svijetljenja po prestanku osvjetljavanja. Ima kemijskih tvari koje nakon osvjetljavanja same svijetle, na primjer fosfor i barijev sulfat. U svim slučajevima luminiscencije tijelo zrači energiju na račun apsorbirane energije zračenja, pa su valovi koji se emitiraju pri luminiscenciji većinom većih valnih duljina od apsorbiranih valova koji izazivaju luminiscenciju. To se potpuno slaže s kvantnom teorijom svjetlosti, jer tijelo apsorbira kvant svjetlosti (foton) h∙ν pa može emitirati ili tu čitavu energiju ili samo dio te energije, a u tom slučaju mora frekvencija ν biti manja. Nevidljive ultraljubičaste zrake primjećujemo jer izazivaju fluorescenciju nekih tvari s nižom vidljivom frekvencijom.

## Luminiscencija
Luminiscencija (engl. luminescence: svijetljenje, svjetlucanje) je emisija elektromagnetskoga zračenja (pretežito svjetlosti, ali i ultraljubičastog i infracrvenoga zračenja) koje nije pobuđeno toplinskim (termičkim) procesom i povišenom temperaturom tvari, nego je posljedica primanja energije u nekom drugom obliku. Po tome se razlikuje više oblika luminiscencije: bioluminiscencija, elektroluminiscencija, radioluminiscencija (posljedica djelovanja ionizirajućega zračenja), triboluminiscencija (nastaje prilikom lomljenja nekih kristala), luminiscencija trenja, kemijska luminiscencija ili kemiluminiscencija (nastaje u vezi s kemijskim promjenama u nekim tvarima), kristaloluminiscencija (nastupa kod kristalizacije nekih tvari), termoluminiscencija (nastaje zagrijavanjem nekih tvari, ali samo ako su prije toga bile izložene nekomu zračenju, na primjer ionizirajućemu zračenju), fotoluminiscencija (posljedica obasjavanja određenih tvari svjetlošću svih valnih duljina). Tvar luminiscira kada se primanjem energije jednim od navedenih načina elektroni u atomu prvo pobude u više energetsko stanje, a zatim se emisijom dijela ili ukupne primljene energije u obliku zračenja vraćaju u osnovno stanje. Ako se luminiscencija pojavljuje za vrijeme trajanja pobude ili najviše 10–8 sekundi nakon toga, riječ je o fluorescenciji, a opaža li se luminiscencija i pošto pobuda prestane, govori se o fosforescenciji.

## Osnovne zakonitosti
Upadno zračenje pobuđuje elektron iz osnovnog stanja u neko pobuđeno elektronsko stanje. U pobuđenom elektronskom stanju sustav se vibracijski relaksira u osnovno vibracijsko stanje tog pobuđenog elektronskog stanja. U tom stanju sustav se može zadržati nekoliko nanosekundi odakle se može fluorescencijskim prijelazom relaksirati u osnovno elektronsko stanje ili, ako postoje vibracijska stanja, koja odgovaraju nekom nižem elektronskom stanju, sustav se može relaksirati preko tih vibracijskih stanja, ako su im energije bliske. Ako je elektronski sustav pobuđenog stanja drugačijeg multipliciteta blisko sa stanjem u kojem se sustav nalazi, može doći do prijelaza u to stanje drugačijeg multipliciteta. Taj prijelaz se naziva međusustavna konverzija. U stanju drugačijeg multipliciteta od osnovnog, sustav se ne može relaksirati, jer izborna pravila to zabranjuju. Zbog toga se sustav zadržava neko vrijeme u tom sustavu. Relaksiranjem u osnovno stanje, rezultira emisijom svjetla. Emisija svjetla je odgođena zbog zadržavanja sustava u stanju drugačijeg multipliciteta. Fosforescencija najčešće traje nekoliko sekundi do nekoliko minuta, ali postoje slučajevi kada se sustav može zadržati u pobuđenom stanju i godinama. Zbog gubitaka energije na vibracijske relaksacije (u pobuđenim stanjima) energija pobudnog zračenja mora biti veća od energije emitiranog zračenja. Često se sustav mora pobuđivati ultraljubičastim zračenjem, da bi emitirao u vidljivom. Prijelazi se najčešće događaju između singletnog i tripletnog stanja. Temperatura često utječe na fosforescenciju.